# Потапович, Игорь Геннадьевич
Игорь Геннадьевич Потапович (род. 6 сентября 1967, Алма-Ата) — советский и казахстанский спортсмен-легкоатлет по прыжкам с шестом.

## Карьера
Тренером Игоря был его отец — Заслуженный тренер СССР по легкой атлетике Геннадий Потапович. И. Г. Потапович был участником нескольких чемпионатов мира на открытом воздухе и в помещении. Наибольших успехов он добился в 1995 и 1997 годах, когда он поднялся на пьедестал. В 1997 году в Париже он повторил рекорд Азии — 5,90. Также отличные результаты он показал на Азиатских играх, которые он выиграл в 1994 и 1998 годах. И. Г. Потапович — участник Олимпиады в Атланте, где он остановился в шаге от пьедестале (4 место).
В настоящее время проживает в испанской Барселоне. Сын — Кирилл — занимается легкой атлетикой, серебряный призёр Чемпионата Испании (результат — 4,55).

## Лучшие результаты
Лучшим результатом Г. Потаповича является 5,92 м. Такой результат был им показан дважды:
- 13 июня 1992 в Дижоне (Франция) — на открытом воздухе
- 19 февраля 1998 в Стокгольме (Швеция) — в помещении.

Но хотя эти результаты превышают рекорд Азии (5,90) IAAF данный результат не признал.
Прыжок на 5,90 (повторение рекорда Азии и Казахстана) Г.Потапович совершал трижды:
- 7 августа 1991 в Цюрихе (Швейцария) — на открытом воздухе.
- 10 июля 1996 в Ницце (Франция) — на открытом воздухе.
- 8 марта 1997 в Париже (Франция) — в помещении.